# Reb
Reb (također transliterirano kao Rib ; amharski "stražnjica") je rijeka u sjeverno-središnjoj Etiopiji koja se ulijeva u jeero Tana u maloj delti. Rijeka izvire na obroncima planine Guna i teče prema zapadu kroz woredu Kemekem. Nema značajnih pritoka.

## Povijest
R.E. Cheesman je 1936. ovako opisao Reb:
Trgovci sa sjedištem u Yifagu prevozili bi komade soli ili amoleha u malim čamcima ili tankvama niz Reb do Zegea na jezeru kako bi trgovali kavom.
Na Rebu je također bio jedan od nekoliko kamenih mostova izgrađenih za vrijeme isusovačkih misionara ili vladavine Fasilidesa. Moat, koji se sastoji od pet lukova, nalazio se 24 km od estuarija i omogućio je putovanje između Gondara i Debre Tabora. Most s pet lukova izgradila je talijanska vlada 1939. godine. Dizajnirao ga je Ottavio Zappa. Tijekom talijanske okupacije, Talijani su izgradili kameni most preko rijeke, a ne drveni kako se tvrdi, te nije oštećen tijekom britanske kampanje. Osvaldo Zappa
Dana 21. lipnja 2007. Svjetska banka objavila je da je odobrila kredit Međunarodnog udruženja za razvoj od 100 milijuna američkih dolara za projekt navodnjavanja i odvodnje koji obuhvaća rijeke Magech i Reb, kao dio Inicijative za porječje Nila. S ciljem povećanja navodnjavane poljoprivredne proizvodnje, ovaj predloženi projekt će postupno razviti ukupnu površinu od 20.000 hektara.